# Distretto di Boumedfaâ
Il distretto di Boumedfaâ è un distretto della provincia di 'Ayn Defla, in Algeria, con capoluogo Boumedfaâ.

## Comuni
Comuni del distretto sono:
- Boumedfaâ
- Hoceinia